# Lindernia jiuhuanica
Lindernia jiuhuanica é uma espécie botânica do gênero Lindernia pertencente à família Linderniaceae.